# ها یون-جو
ها یون-جو (کره‌ای: 하연주؛ زادهٔ ۶ اوت ۱۹۸۷) بازیگر اهل کره جنوبی است. او همچنین یکی از اعضای منسا اینترنشنال است.

## زندگی شخصی
در خبری اعلام شد که یون-جو قرار است با دوست‌پسر غیر سلبریتی خود ازدواج کند. آنها در ۲۰ ژوئن ۲۰۲۱ ازدواج کردند.